# Ісаак Лотіан Белл
Белл Ісаак Лотіан (англ. Isaac Lowthian Bell; 15 лютого 1816, Ньюкасл-апон-Тайн — 20 грудня 1904, Лондон) — англійський металург. Був власником залізоробного заводу у Клівленді (Англія), де провів низку досліджень, що мали велике значення для створення теорії доменного процесу. 1869 року опублікував розрахунок теплового балансу доменної плавки, в якому були усунені помилки розрахунків А. де Ватера, що першим зробив такий розрахунок. 1874 року став членом Лондонського королівського товариства.

## Твори
- Chemical phenomena of iron smelting. — G. Routledge & Sons, 1872.
- Principles of the Manufacture of Iron and Steel: With Some Notes on the Economic Conditions of Their Production, 1884.